# Salvador Albert Schlaefer Berg
Salvador Albert Schlaefer Berg OFMCap (* 27. Juli 1920 in Campbellsport, Wisconsin; † 22. Oktober 1993 in El Rama, Nicaragua) war ein US-amerikanischer römisch-katholischer Ordensgeistlicher und Apostolischer Vikar von Bluefields.

## Leben
Salvador Albert Schlaefer Berg trat der Ordensgemeinschaft der Kapuziner bei und empfing am 5. Juni 1946 das Sakrament der Priesterweihe.
Am 25. Juni 1970 ernannte ihn Papst Paul VI. zum Titularbischof von Flumenepiscense und zum Apostolischen Vikar von Bluefields. Der Apostolische Nuntius in Nicaragua, Erzbischof Lorenzo Antonetti, spendete ihm am 12. August desselben Jahres die Bischofsweihe; Mitkonsekratoren waren der Erzbischof von Managua, Miguel Obando Bravo SDB, und der Bischof von Estelí, Clemente Carranza y López.